# Descartes & Cie
 (décembre 2016).
Si vous disposez d'ouvrages ou d'articles de référence ou si vous connaissez des sites web de qualité traitant du thème abordé ici, merci de compléter l'article en donnant les références utiles à sa vérifiabilité et en les liant à la section « Notes et références ».
Descartes & Cie est une maison d'édition française fondée durant les années 1990[évasif] et située à Paris.

## Historique
En 1989, l’association Descartes est créée par décision ministérielle afin de mener des recherches dans des domaines considérés comme cruciaux par les responsables politiques : bioéthique, toxicologie, environnement, immigration, etc.
En 1990, le délégué général de l’association, Marc Guillaume, crée en son sein un département éditorial, les éditions Descartes, afin de diffuser plus largement les travaux effectués par l’association lors des colloques.
En 1993, il crée Descartes & Cie, qui publie des livres qui couvrent tous les domaines des sciences sociales : économie, sociologie, anthropologie, psychanalyse, urbanisme.

## Édition

### Quelques ouvrages publiés
Les éditions Descartes & Cie se sont spécialisées en sciences sociales et ont publié plus de 100 ouvrages.
- Figures d'altérité, Jean Baudrillard, Marc Guillaume, 1994
- Marx en jeu, Jacques Derrida, Marc Guillaume, Jean-Pierre Vincent, 1997
- Le Sentiment d'exister, François Flahault, 2002
- Des machines et des âmes, Régis Debray, 2002
- Georges Bataille, l'érotisme et l'écriture, Gille Mayné, 2003
- Une approche laïque de la mobilité, Jean-Pierre Orfeuil, 2008
- L'Argent sans maître, Charles-Henri Philippi, 2009

### Collections
- « Essais »
- « Interfaces-économie »
- « Les Cahiers du Cercle des économistes », coédition avec les PUF
- « Droit »
- « Passeurs de frontières »
- « Gouvernance et Démocratie »
- « Les urbanités »
- « TechnoCité »
- « Les Cahiers du GRIF »
- « Cahiers LaSer »
- « Ravages »
- « Forum d’action modernités »
- « L’Œil LaSer »
- « AREA »
- « Cultures mobiles »